# Chrysochloroma herbida
Chrysochloroma herbida là một loài bướm đêm trong họ Geometridae.